# Myron Tagovailoa-Amosa
Myron Tagovailoa-Amosa (Ewa Beach, 9 maggio 1999) è un giocatore di football americano statunitense defensive end free agent. Al college ha giocato per Notre Dame.
Tagovailoa-Amosa è cugino di primo grado di Tua Tagovailoa, quarterback dei Miami Dolphins e già quarterback dell'Università dell'Alabama, mentre suo fratello maggiore Adam Amosa-Tagovailoa ha giocato come offensive tackle per l'Accademia Navale degli Stati Uniti. La differenza del cognome col fratello Adam è frutto del profondo attaccamento alle radici samoane della loro famiglia: essi sono entrambi figli di Tulileie e Saipeti Amora, con la madre figlia del grande capo Seu Tagovailoa che volle che uno dei suoi nipoti portasse avanti il nome della propria famiglia e fu così che Myron già alla nascita ebbe il doppio cognome a differenza del fratello Adam che aveva solo quello del padre (Amosa). Alla morte di Seu Tagovailoa, nel 2014, la madre Saiupeti volle che tutti i suoi figli avessero il cognome del nonno e così anche Adam cambiò il suo in Amosa-Tagovailoa.

## Carriera universitaria
Tagovailoa-Amosa, originario di Ewa Beach nelle Hawaii, cominciò a giocare a football nella locale Kapolei High School dove mise in evidenza le sue qualità difensive, dovute anche alle sue doti fisiche (circa 120 chili di peso per 189 centimetri di altezza), che attirarono l'attenzione di molti college: l'Università Vanderbilt, l'Università delle Hawaii a Manoa, l'Università statale dell'Oregon, l'Accademia Navale degli Stati Uniti, l'Università statale dello Utah, l'Accademia dell'Esercito degli Stati Uniti, l'Accademia dell'Aviazione degli Stati Uniti, la Georgia Tech, l'Università della Virginia, l'Università della California del Sud, l'Università dell'Oregon e l'Università di Washington offrirono borse di studio a Tagovailoa-Amosa per giocare con le loro squadre di football ma, nel 2017, Tagovailoa-Amosa scelse di iscriversi all'Università di Notre Dame andando a giocare con i Fighting Irish che militano da indipendenti nella Divisione I della Football Bowl Subdivision (FBS) della NCAA.
Già dalla prima stagione con Notre Dame Tagovailoa-Amosa giocò in tutte le partite, anche se mai da titolare, mentre nella stagione 2018 Tagovailoa-Amosa giocò solo due partite a causa di un infortunio al piede che lo tenne fuori per il resto dell'anno. Questo fece sì che Tagovailoa-Amosa saltò anche l'unica occasione di scontrarsi sul campo con suo fratello Adam nella partita in programma quell'anno contro l'Accademia Navale. Dalla stagione 2019 Tagovailoa-Amosa fu titolare fisso e giocò tutte le partite. Nel 2021 fu nominato capitano della squadra.
Il 29 dicembre 2021 Tagovailoa-Amosa fu invitato a partecipare all'East-West Shrine Bowl, gara all-star del football di college disputata il 3 febbraio 2022 all'Allegiant Stadium a Las Vegas, in cui giocò da titolare nella difesa della squadra West.
Il 9 gennaio 2022 Tagovailoa-Amosa si dichiarò eleggibile per il Draft NFL 2022 rinunciando all'ulteriore anno nel football di college permesso agli atleti che avevano giocato la stagione 2020 accorciata dalla pandemia di COVID-19.
| Stagione | Stagione   | Stagione   | Stagione     | Stagione | Stagione | Difesa  | Difesa  | Difesa  | Difesa | Difesa |
| Anno     | Squadra    | Campionato | Conference   | P        | PT       | T. tot. | T. sol. | T. ass. | Sack   | FF     |
| -------- | ---------- | ---------- | ------------ | -------- | -------- | ------- | ------- | ------- | ------ | ------ |
| 2017     | Notre Dame | FBS Div. I | Indipendente | 12       | 0        | 13      | 7       | 6       | 0,0    | 0      |
| 2018     | Notre Dame | FBS Div. I | Indipendente | 2        | 0        | 2       | 0       | 2       | 0,0    | 0      |
| 2019     | Notre Dame | FBS Div. I | Indipendente | 12       | 12       | 22      | 13      | 9       | 0,5    | 0      |
| 2020     | Notre Dame | FBS Div. I | Indipendente | 11       | 9        | 17      | 11      | 6       | 2,5    | 1      |
| 2021     | Notre Dame | FBS Div. I | Indipendente | 12       | 12       | 26      | 18      | 8       | 2,5    | 1      |
| Totale   | Totale     | Totale     | Totale       | 49       | 33       | 80      | 49      | 31      | 5,5    | 2      |

Fonte: Football Database
In grassetto i record personali in carriera

## Carriera professionistica

### Las Vegas Raiders
Tagovailoa-Amosa non fu scelto nel corso del Draft NFL 2022 e il 12 maggio 2022 firmò da undrafted free agent con i Las Vegas Raiders un contratto annuale da 207.000 dollari.

#### Stagione 2022
Il 30 agosto 2022 Tagovailoa-Amosa non rientrò nel roster attivo e fu svincolato dai Raiders per poi firmare il giorno successivo con la squadra di allenamento. Il 3 novembre 2022 Tagovailoa-Amosa fu inserito nella lista infortunati, chiudendo anzitempo la sua stagione da rookie.